# 旧名主家と長屋門

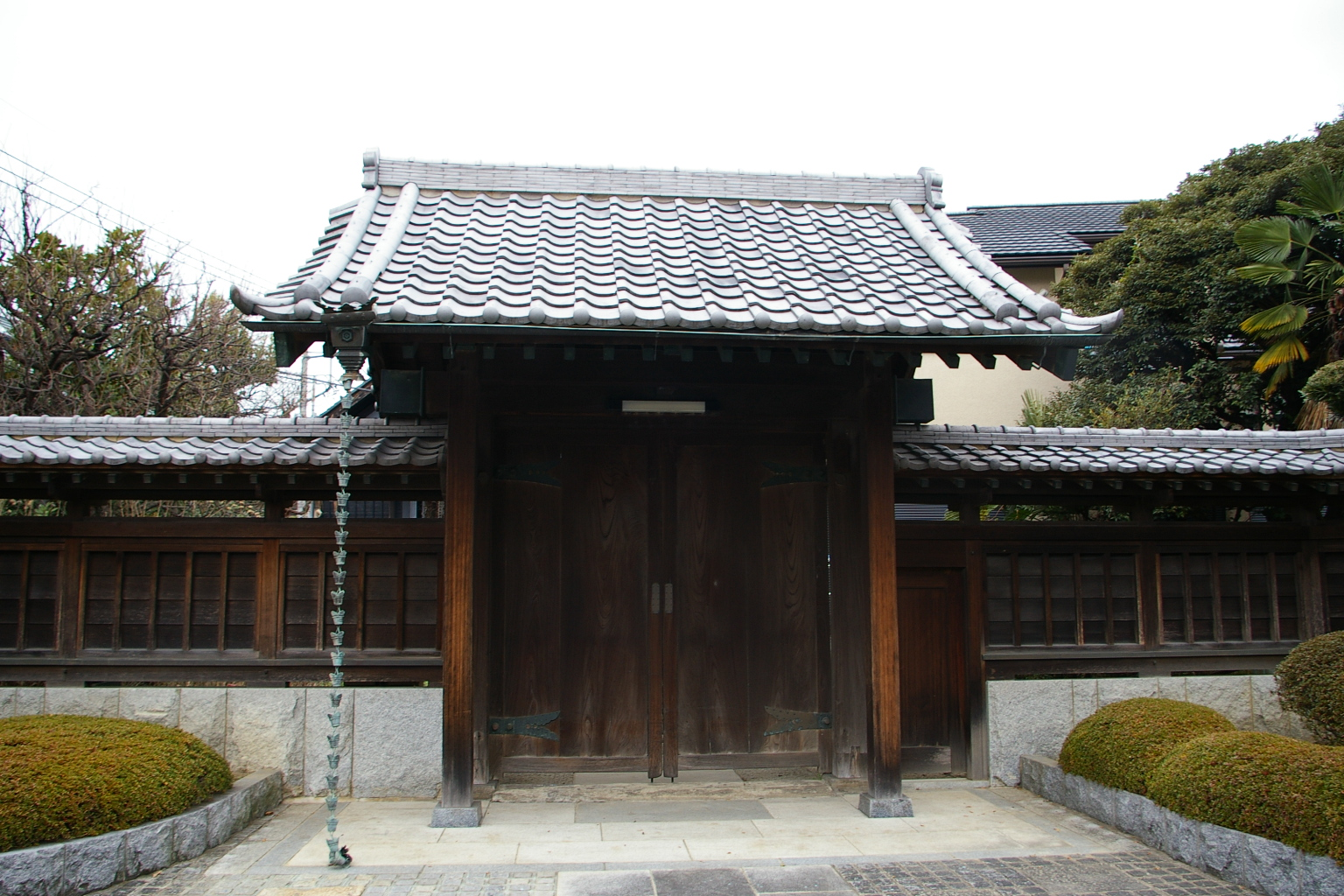
近景

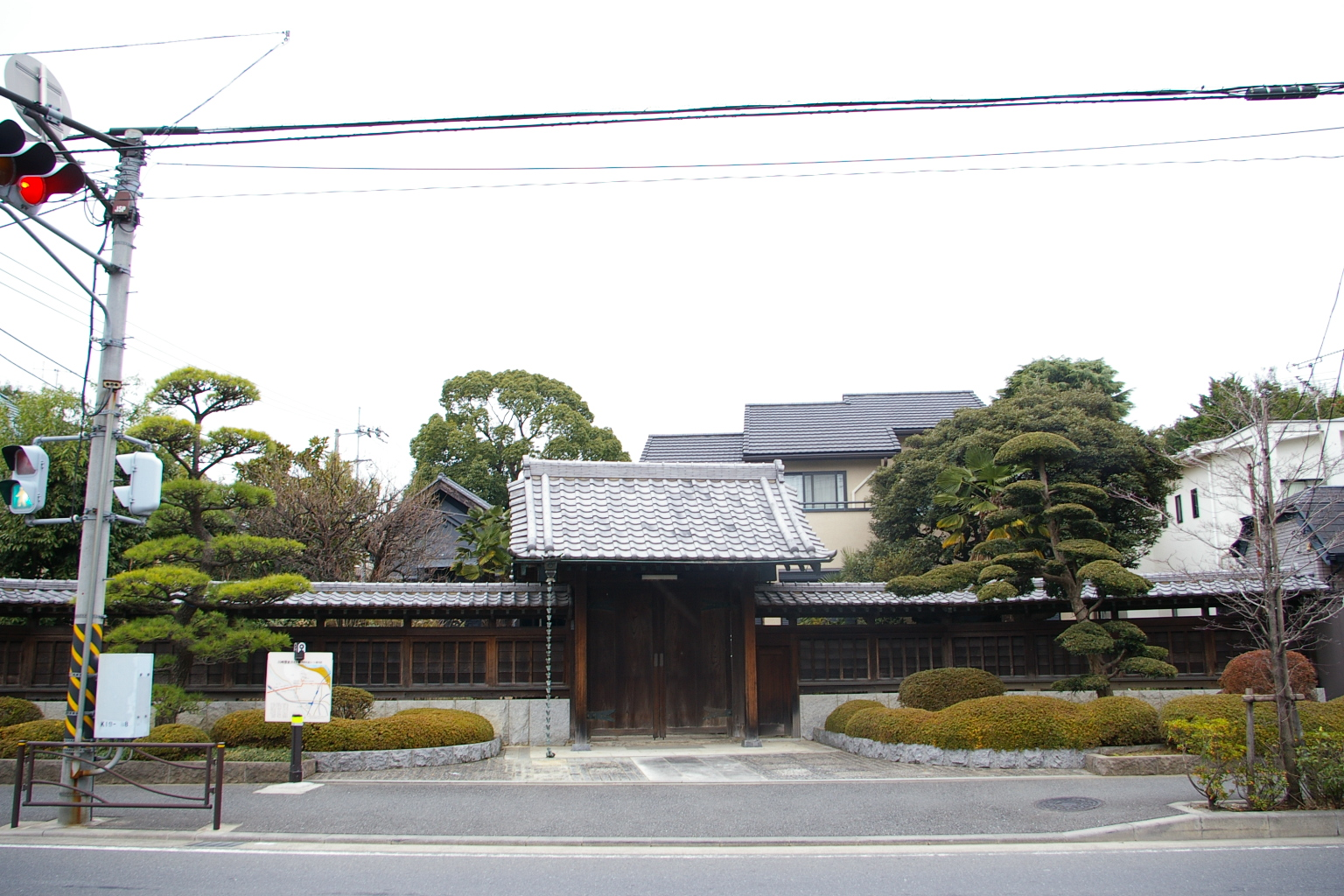
遠景

旧名主家と長屋門（きゅうなぬしけとながやもん）とは神奈川県川崎市中原区小杉陣屋町に存在する史跡である。
中原街道を丸子橋から数百メートル入った地点に存在する。長屋門は旧名主の安藤家が代官から賜った門であり、その奥は名主家の建物が現存する。
安藤家は先祖が北条氏に仕えた名家とされる。